# Из вечности
«Из вечности» (англ. Back from Eternity) — американский фильм 1956 года, снятый режиссёром Джоном Фэрроу. Ремейк его же фильма 1939 года «Пятеро вернувшихся назад» с Честером Моррисом и Люсиль Болл в главных ролях.

## Сюжет
Летевший над Южной Африкой самолёт попадает в авиакатастрофу и терпит крушение в самой чаще джунглей. Оставшиеся в живых пассажиры пытаются найти способ для спасения, но самое страшное подстерегает их впереди — со всех сторон их окружают дикие племена каннибалов.

## В ролях
- Роберт Райан — Билл Лонаган
- Анита Экберг — Рена
- Род Стайгер — Васкуэль
- Филлис Кирк — Луиза Мелхорн
- Кит Эндес — Джо Брукс, пилот самолёта
- Джин Барри — Джуд Эллис
- Фред Кларк — Кримп
- Бьюла Бонди — Марта Спенглер
- Адель Мара — стюардесса
- Барбара Иден — фотожурналист
- Джон Провост — Томми Мэлони
- Викки Дуган — танцовщица
- Харольд Джей Стоун — дилер